# Diósviszló
Diósviszló é um município da Hungria, situado no condado de Baranya. Tem 15,81 km² de área e sua população em 2019 foi estimada em 662 habitantes.